# Antonio Ricci
Antonio Ricci (Albenga, 26 giugno 1950) è un autore televisivo italiano.

## Biografia

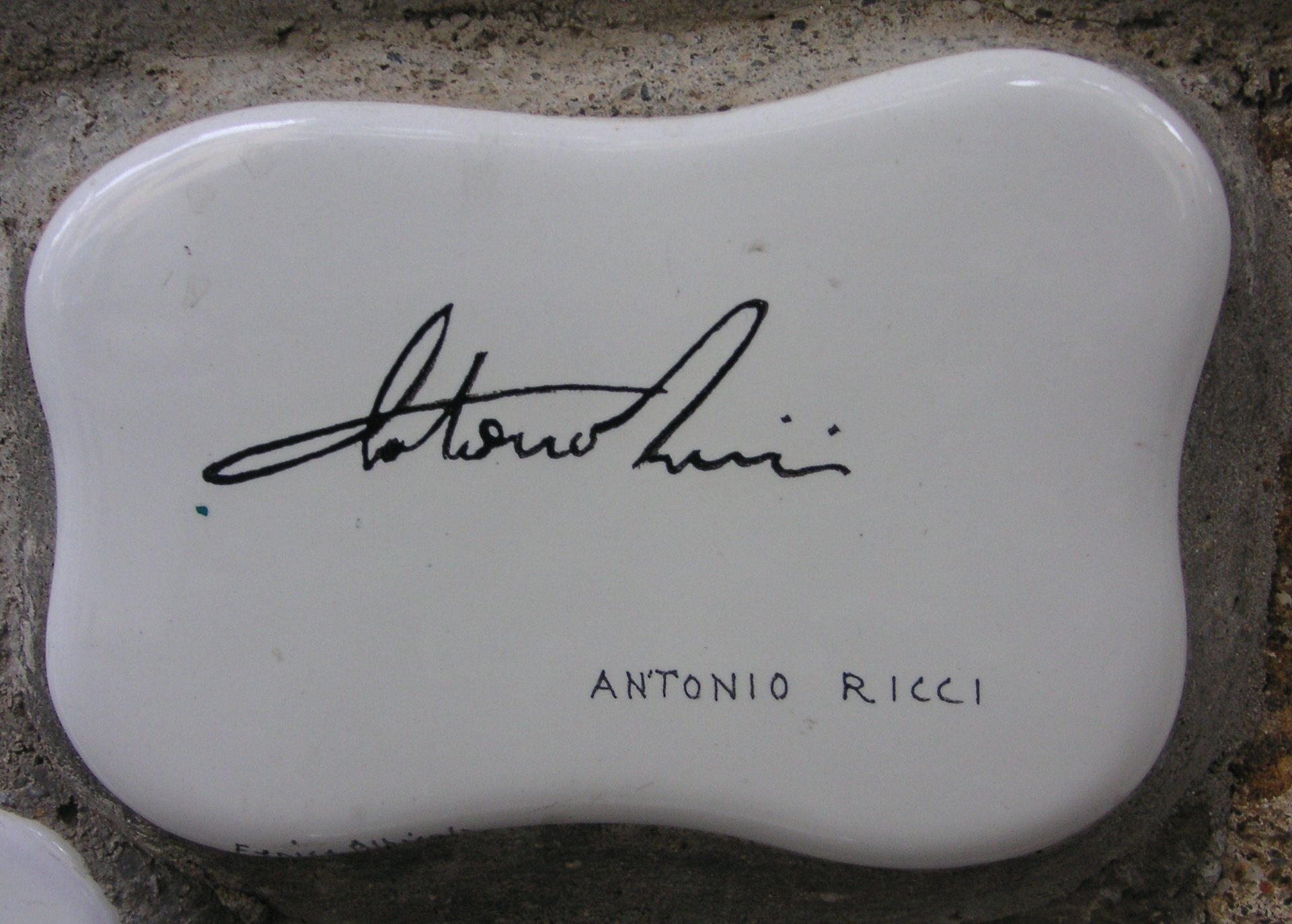
La piastrella autografata da Ricci sul Muretto di Alassio

Figlio di Gerardo Ricci e Nada Torri, nasce ad Albenga, in provincia di Savona, il 26 giugno 1950. Laureato in lettere, ha realizzato molti programmi sia per la emittente TV pubblica Rai sia per quella commerciale Mediaset. A 29 anni firma come autore il programma della prima serata del sabato di Rai 1, Fantastico (1979, 1981 e 1982). Da allora inizia una collaborazione artistica con Beppe Grillo, che prosegue con i programmi tv Te la do io l'America (1981) e Te lo do io il Brasile (1984).
Nel 1983 crea Drive In: varietà comico-satirico andato in onda fino al 1988. Tra gli altri programmi ideati da Ricci emergono Lupo Solitario (1987), il controverso Matrjoska, che finisce vittima della censura e viene poi ripresentato nel 1988 come L'araba fenice, con lo stesso impianto e lo stesso cast del programma precedente. Nel 1988 Ricci firma Odiens e nello stesso anno crea Striscia la notizia, un "telegiornale satirico". È anche autore di Paperissima. Nel 1999 tiene un ciclo di tre lezioni alla Sorbona di Parigi sulla televisione.
Nel 2006 organizza con la moglie Silvia Arnaud una cordata per sottrarre alla speculazione edilizia il complesso di Villa della Pergola, ad Alassio, perfetto esempio di architettura di fine ottocento, salvandone il parco, che venne definito da William Scott nella sua guida storico-artistica del 1908 intitolata The Riviera "una della meraviglie della Riviera". Nel maggio 2012 il parco della villa è stato aperto al pubblico con l'aiuto del Fondo Ambiente Italiano (FAI). Antonio Ricci ha firmato alcuni programmi estivi Mediaset: Veline (2002, 2004, 2008 e 2012), Velone (2003 e 2010), Cultura moderna (2006, 2007 e 2016).
Nella stagione 2009-2010 prendono il via Striscia la Domenica (versione domenicale del Tg satirico, condotta ogni settimana da una coppia diversa di inviati) e per La5 crea Le nuove mostre (spin-off di una rubrica di Striscia la Notizia, condotto dalle veline Costanza Caracciolo e Federica Nargi). Ricci ha sceneggiato il film diretto da Luigi Comencini Cercasi Gesù (1982), con protagonisti Beppe Grillo, Maria Schneider e Fernando Rey, premiato con il David di Donatello e con due Nastri d'Argento.
Ricci è anche un cantante: infatti interpreta numerose sigle di chiusura dei suoi programmi quando fa la voce cantata del Gabibbo.

## Premi e riconoscimenti
Dal 1980 a oggi ha vinto trentuno Telegatti e, compreso quello del 2016 non andato in onda in televisione, trentatré Oscar Tv (di cui uno di diamante per i vent'anni di Striscia la notizia). Il 29 novembre 2017, nel palazzo della Mondadori, a Segrate, ha ritirato un Telegatto speciale, il trentesimo, per i trent'anni di Striscia la notizia. Nel 2023 ritira un nuovo telegatto per i 35 anni di Striscia la notizia.
Nel 1987 è al Salone Internazionale dell'Umorismo di Bordighera, dove riceve il massimo riconoscimento, la Palma d'oro.
Nel 1994 riceve la Maschera d'argento, oscar internazionale dello spettacolo.
Nel 1995 riceve il Premio Internazionale Ennio Flaiano.
Nel 1999 riceve a Milano lo storico Premiolino, premio “Giornalista del mese”.
Nel 2003 riceve dalle mani di Enzo Biagi e Giorgio Bocca il premio giornalistico-letterario È Giornalismo, fondato dai due insieme a Indro Montanelli. 
Nel 2007 riceve il Premio Satira Politica, riconoscimento alla carriera consegnato in occasione dei vent'anni di Striscia la notizia. 
Nel 2007 è il primo a ricevere la Fionda di Legno, premio assegnatogli dai Fieui di Caruggi di Albenga.
Nel 2007 gli viene attribuito l'Ambrogino d'oro.[14]
Nel 2008 riceve il Premio La Ginestra.
Nel 2008 riceve il Premio Nazionale Pannunzio.
Nel 2009 riceve il Premio Nazionale Arycanda (Sezione Impegno Civile).
Nel 2010 riceve il riconoscimento Chi è chi Award 2010.
Nel 2011 riceve il Premio Margutta per la Sezione Autore Televisivo.
Nel 2011 riceve il Premio Giornalistico Cinque Terre.
Nel 2011 nel corso della rassegna cinematografica Musicals Movies & Co. di Imperia, gli viene consegnata la medaglia della Presidenza della Repubblica.
Nel 2011 riceve la Targa Shomano 2011.
Nel 2011 durante la cerimonia conclusiva del Premio Nazionale Albingaunum – Città delle Torri 2011, riceve il Premio speciale del Presidente della Repubblica.
Nel 2013 ottiene il Premio Città di Osimo “Italiani con la testa”.
Nel 2014 durante il Premio Scanno riceve il Premio per l'Ambiente.
Nel 2015 riceve dal Club Santa Chiara – Compagnia di Comunicazione il Premio Santa Chiara. 
Nel 2016 riceve il premio alla carriera nell'ambito dell'undicesima edizione del Video Festival di Imperia. 
Nel 2016 riceve il Premio Visioni nell'ambito del Festival ANTICOntemporaneo di Cassino.
Nel 2018, ad Albenga, viene premiato durante la prima edizione degli Emys Award.
Nel 2018, a Milano, riceve dall'Unione Nazionale Imprese di Comunicazione (Unicom) il Premio Speciale "L'Italia che comunica tra le stelle".
Nel 2023, a Roma, riceve il Premio Guido Carli, che va a "talenti che danno lustro all'Italia nel mondo".
Nel 2023, a Cologno Monzese (Milano), durante la conferenza stampa di presentazione della nuova stagione di Striscia la notizia, Ugo Nespolo gli consegna il diploma di Patafisico, un importante riconoscimento internazionale per chi pratica la Scienza delle soluzioni immaginarie.
Nel 2024, durante il Carnevale di Viareggio, riceve il Premio Gianfranco Funari - Il Giornalaio dell'anno per lo spirito indipendente e la volontà di fare informazione accessibile a tutti.

## Televisione
- Fantastico[6] (Rete 1, 1979-1980)
  -  Fantastico 2 (Rete 1, 1981-1982) 
  -  Fantastico 3 (Rete 1, 1982-1983)
- Te la do io l'America (Rete 1, 1980)
- Hello Goggi (Canale 5, 1981)
- Orrore: Sabani o della crisi di identità (Rete 3, 1982)
- Il Grillo Parlante (Elefante Tv, 1982)
- Buone notizie - rubrica di Domenica in (Rai 1, 1983)
- Drive In (Italia 1, 1983-1988)
  -  Drive In Story (Italia 1, 1990-1992)
- Te lo do io il Brasile (Rai 1, 1984)
- Lupo solitario (Italia 1, 1987)
- Matrjoska (Italia 1, 1988)
- L'araba fenice (Italia 1, 1988)
- Odiens (Canale 5, 1988-1989)
- Striscia la notizia (Italia 1, 1988; Canale 5, dal 1989) 
  -  Striscia 90...la notizia canta (Canale 5, 1990) 
  -  Dietro le quinte maledette (Canale 5, 1990, 1995-1997) 
  -  Doppio lustro (Canale 5, 1998) 
  -  Striscina la notizina (Canale 5, 1999-2006, dal 2012) 
  -  Striscia la domenica (Canale 5, 2009-2013) 
  -  Le nuove mostre (La 5, 2010-2011)
- Paperissima (Italia 1, 1990-1991; Canale 5, 1990-2006, 2008, 2010-2011, 2013)
  -  Paperissima Sprint (Italia 1, 1990, dal 2025; Canale 5, 1995, 1997, 1999, 2001, 2003, 2005, 2007-2009, 2011-2025) 
  -  Estatissima Sprint (Canale 5, 1996, 2000) 
  -  Paperissima al circo (Canale 5, 2007) 
  -  Capodanno con Paperissima (Canale 5, 2007) 
  -  Paperissima Pan (Canale 5, 2008)
- Free dog: fantastico Trapani (Rai 2, 1990)
- Natale in Casa Gabibbo (Italia 1, 1990-1991)
- Nuovo Cinema Gabibbo (Italia 1, 1991)
- Mondo Gabibbo (Italia 1, 1991-1992)
- Quei due sopra il varano (Canale 5, 1996)
- Veline (Canale 5, 2002, 2004, 2008, 2012) 
  -  Velone (Canale 5, 2003, 2010)
- Cultura moderna (Canale 5, 2006-2007, Italia 1, 2016-2017) 
  -  Cultura moderna slurp (Canale 5, 2007)
- Giass (Canale 5, 2014)

## Filmografia
- Cercasi Gesù, regia di Luigi Comencini (1982)[14]

## Radio
- Grillo e il professore (1980) su RMC

## Libri
- Antonio Ricci, Striscia la tivù, collana Einaudi tascabili stile libero, Einaudi, 1998, ISBN 88-06-15042-1.
- Antonio Ricci, me tapiro, Mondadori, 2017, ISBN 978-88-04-67955-4.